# Tombe d'Atanasije Petrović à Niš
La tombe d'Atanasije Petrović à Niš (en serbe cyrillique : Споменик на гробу Атанасија Петровића у Нишу ; en serbe latin : Spomenik na grobu Atanasija Petrovića u Nišu) se trouve à Niš, dans la municipalité de Palilula et dans le district de Nišava, en Serbie. Elle est inscrite sur la liste des monuments culturels protégés de la République de Serbie (identifiant no SK 680),,.

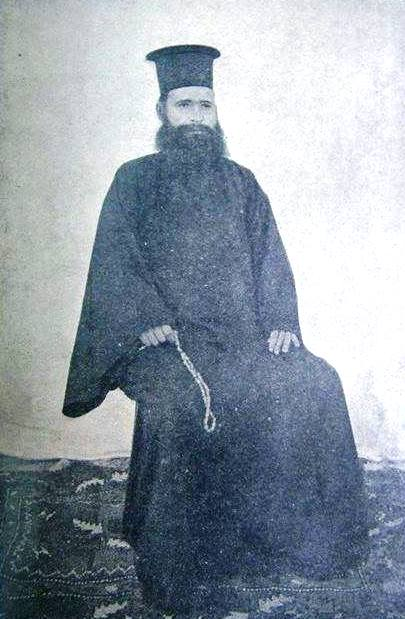
Atanasije Petrovic

## Présentation
La tombe et le monument d'Atanasije Petrović (1824-1894) sont situés dans le Vieux cimetière de Niš. Le monument a été érigé à la fin du XIXe siècle.